# Moon Music
Moon Music (stylizowane na MOON MUSiC) – dziesiąty album studyjny brytyjskiej grupy Coldplay, który został wydany 4 października 2024 roku nakładem wytwórni muzycznych Parlophone oraz Atlantic.
Album jest utrzymany w stylu muzyki Pop rock. Został wydany w czterech wersjach: standardowej (1 CD), koncertowej (Tour Edition) (2 CD), deluxe (Full Moon Edition) (2 CD) oraz wersji Notebook Edition (1 CD), gdzie w zestawie znajdują się notatki wokalisty zespołu, a do każdego utworu dołączone jest nagranie opisujące proces powstawania jego tekstu.
Moon Music otrzymał mieszane opinie od krytyków. Głównie krytykowane były popowy charakter albumu i eksperymentowanie z formami utworów. Mimo to single z albumu uzyskały pozytywne recenzje.
Krążek zadebiutował na pierwszym miejscu UK Albums Chart dnia 17 października 2024 roku. 6 dni wcześniej uzyskał w Wielkiej Brytanii status złotej płyty. W Polsce zadebiutował na czwartym miejscu listy OLiS.

## Lista utworów
| Moon Music – Wersja standardowa | Moon Music – Wersja standardowa                             | Moon Music – Wersja standardowa | Moon Music – Wersja standardowa                                                                                  | Moon Music – Wersja standardowa |
| Nr                              | Tytuł utworu                                                | Słowa | Producent | Długość                         |
| ------------------------------- | ----------------------------------------------------------- | --- | --- | ------------------------------- |
| 1.                              | „Moon Music” (oraz Jon Hopkins)                             | Coldplay, Jon Hopkins, John Metcalfe | Bill Rahko, Daniel Green, Jon Hopkins, Max Martin                                                                | 4:36                            |
| 2.                              | „Feels Like I'm Falling in Love”                            | Coldplay, Jon Hopkins, Apple Martin, Max Martin, Tim Rutili | Bill Rahko, Daniel Green, Max Martin, Michael Ilbert, Oscar Holter                                               | 3:56                            |
| 3.                              | „We Pray” (gośc. Little Simz, Burna Boy, Elyanna oraz TINI) | Coldplay, Simbiatu Ajikawo, Shawn Carter, Elian Marjieh, Max Martin, Damini Ogulu, Mauricio Rengifo, Davide Rossi, Ilya Salmanzadeh, Martina Stoessel, Andrés Torres | Bill Rahko, Daniel Green, Ilya Salmanzadeh, Max Martin, Michael Ilbert                                           | 3:53                            |
| 4.                              | „Jupiter”                                                   | Coldplay, Max Martin, Ilya Salmanzadeh, Jacob Collier, Olivia Waithe, Moses Martin                                                                                   | Bill Rahko, Daniel Green, Ilya Salmanzadeh, Max Martin, Michael Ilbert, Stargate                                 | 4:00                            |
| 5.                              | „Good Feelings” (gośc. Ayra Starr)                          | Coldplay, Oyinkansola Aderibigbe, Alex Pall, the Chainsmokers | Bill Rahko, Daniel Green, Max Martin, Michael Ilbert, Oscar Holter, the Chainsmokers, Jon Hopkins, Tate McDowell | 3:37                            |
| 6.                              | „Alien Hits / Alien Radio”                                  | Coldplay, Devin Powers, Maya Angelou, Jon Hopkins, Kaori Muraji, Max Martin                                                                                          | Bill Rahko, Daniel Green, Jon Hopkins, Michael Ilbert                                                            | 6:09                            |
| 7.                              | „IAAM”                                                      | Coldplay, Oscar Holter, Max Martin | Bill Rahko, Daniel Green, Max Martin, Michael Ilbert, Oscar Holter, Jon Hopkins                                  | 3:03                            |
| 8.                              | „Aeterna”                                                   | Coldplay, Louis Cole, Daniel Green, Jon Hopkins, Max Martin, José Velazquez                                                                                          | Bill Rahko, Daniel Green, Jon Hopkins, Max Martin, Michael Hilbert, BabeTruth                                    | 4:13                            |
| 9.                              | „All My Love”                                               | Coldplay, Moses Martin, John Metcalfe | Bill Rahko, Daniel Green, Ilya Salmanzadeh, Max Martin, Michael Ilbert, Oscar Holter                             | 3:42                            |
| 10.                             | „One World”                                                 | Coldplay, Denise Carite, Brian Eno, Shaneka Hamilton, Apple Martin, John Metcalfe, Bill Rahko                                                                        | Bill Rahko, Daniel Green, Max Martin, Michael Ilbert                                                             | 6:47                            |
|                                 |                                                             | | | 43:56                           |

Uwagi:
- Wersja Apple Music albumu zawiera dodatkowo 24-sekundowy film pt. A Film for the Future (stylizowane na afilmforthefuture).
- W wersji Notebook Edition do każdego utworu dołączone jest nagranie opisujące proces powstawania jego tekstu.
- Za wyjątkiem Feels Like I'm Falling in Love, tytuły wszystkich utworów są stylizowane na wielkie litery, nie wliczając litery "i".
- Tytuł utworu Feels Like I'm Falling in Love jest stylizowany na feelslikeimfallinginlove.
- Utwór Alien Hits / Alien Radio to połączenie piosenek Neon Forest, Alien Hits / Alien Radio: Opus 5 oraz Angelsong. Jego tytuł jest stylizowany na 🌈 na niektórych platformach.
- Tytuł utworu IAAM to skrót od I Am a Mountain.

| Moon Music (Tour Edition) – Wersja koncertowa | Moon Music (Tour Edition) – Wersja koncertowa                 | Moon Music (Tour Edition) – Wersja koncertowa | Moon Music (Tour Edition) – Wersja koncertowa |
| Nr                                            | Tytuł utworu                                                  | Słowa | Długość                                       |
| --------------------------------------------- | ------------------------------------------------------------- | --- | --------------------------------------------- |
| 1.                                            | „Music of the Spheres / Higher Power” (na żywo z River Plate) | Music of the Spheres: Coldplay, Daniel Green, Rik Simpson, Federico Vindver, Max Martin, Bill Rahko Higher Power: Coldplay, Federico Vindver, Max Martin, Denise Carite |                                               |
| 2.                                            | „Adventure of a Lifetime” (na żywo z River Plate)             | Coldplay, Stargate |                                               |
| 3.                                            | „Viva la Vida” (na żywo z River Plate)                        | Coldplay |                                               |
| 4.                                            | „Let Somebody Go” (gośc. H.E.R.; na żywo z River Plate)       | Coldplay, Max Martin, Apple Martin, Olivia Waithe, Oscar Holter, Bill Rahko, Leland Wayne                                                                               |                                               |
| 5.                                            | „People of the Pride” (na żywo z River Plate)                 | Coldplay, Max Martin, Bill Rahko, Derek Dixie, Samuel Falson, Jesse Rogg                                                                                                |                                               |
| 6.                                            | „My Universe” (gośc. BTS; na żywo z River Plate)              | Coldplay, Max Martin, Oscar Holter, Bill Rahko, Suga, J-Hope, RM |                                               |
| 7.                                            | „A Sky Full of Stars” (na żywo z River Plate)                 | Coldplay, Avicii |                                               |
| 8.                                            | „Biutyful” (na żywo z River Plate)                            | Coldplay, Max Martin, Oscar Holter, Davide Rossi |                                               |
| 9.                                            | „Feels Like I'm Falling in Love” (na żywo, 2024)              | Coldplay, Jon Hopkins, Apple Martin, Max Martin, Tim Rutili |                                               |
| 10.                                           | „All My Love” (na żywo z Dublina)                             | Coldplay, Moses Martin, John Metcalfe |                                               |

| Moon Music (Full Moon Edition) – Wersja deluxe | Moon Music (Full Moon Edition) – Wersja deluxe                             | Moon Music (Full Moon Edition) – Wersja deluxe | Moon Music (Full Moon Edition) – Wersja deluxe                                       | Moon Music (Full Moon Edition) – Wersja deluxe |
| Nr                                             | Tytuł utworu                                                               | Słowa | Producent                                                                            | Długość                                        |
| ---------------------------------------------- | -------------------------------------------------------------------------- | --- | ------------------------------------------------------------------------------------ | ---------------------------------------------- |
| 1.                                             | „Moon Music (Elodie)”                                                      | Coldplay | Bill Rahko                                                                           | 2:46                                           |
| 2.                                             | „Feels Like I'm Falling in Live”                                           | Coldplay, Jon Hopkins, Apple Martin, Max Martin, Tim Rutili | Bill Rahko, Daniel Green, Max Martin, Michael Ilbert, Oscar Holter                   | 4:36                                           |
| 3.                                             | „The Karate Kid”                                                           | Coldplay, John Metcalfe | Bill Rahko, Matty Healy                                                              | 2:55                                           |
| 4.                                             | „We Pray (Be Our Guest)” (gośc. Little Simz, Burna Boy, Elyanna oraz TINI) | Coldplay, Simbiatu Ajikawo, Shawn Carter, Elian Marjieh, Max Martin, Damini Ogulu, Mauricio Rengifo, Davide Rossi, Ilya Salmanzadeh, Martina Stoessel, Andrés Torres | Bill Rahko, Daniel Green, Ilya Salmanzadeh, Max Martin, Michael Ilbert               | 3:53                                           |
| 5.                                             | „Angelsong”                                                                | Coldplay, Devin Powers, Maya Angelou, Jon Hopkins | Bill Rahko, Daniel Green, Jon Hopkins, Michael Ilbert                                | 4:21                                           |
| 6.                                             | „Jupiter (Single Version)”                                                 | Coldplay, Davide Rossi, Ilya Salmanzadeh, Jacob Collier, Max Martin, Moses Martin, Olivia Waithe, Orlando Le Fleming                                                 | Bill Rahko, Daniel Green, Ilya Salmanzadeh, Max Martin, Michael Ilbert, Stargate     | 2:53                                           |
| 7.                                             | „Man in the Moon”                                                          | Coldplay, Oscar Holter, Max Martin | Bill Rahko, Daniel Green, Max Martin, Michael Ilbert, Oscar Holter                   | 3:03                                           |
| 8.                                             | „I Am a Mountain”                                                          | Coldplay, Oscar Holter, Max Martin | Bill Rahko                                                                           | 4:13                                           |
| 9.                                             | „All My Love” (na żywo z Dublina)                                          | Coldplay, Moses Martin, John Metcalfe | Bill Rahko, Daniel Green, Ilya Salmanzadeh, Max Martin, Michael Ilbert, Oscar Holter | 3:42                                           |
| 10.                                            | „A Wave” (oraz Jon Hopkins)                                                | Coldplay, Jon Hopkins | Bill Rahko, Jon Hopkins, Michael Ilbert                                              | 6:47                                           |
|                                                |                                                                            | |                                                                                      | 39:09                                          |

Uwagi:
- Moon Music (Elodie) to wersja utworu Moon Music zawierająca tylko dźwięki fortepianu.
- Feels Like I'm Falling in Live to wersja utworu Feels Like I'm Falling in Love wykonana na żywo. Jej tytuł stylizowany jest na feelslikeimfallinginlive.
- We Pray (Be Our Guest) to wersja utworu We Pray nie zawierająca wokali w drugiej zwrotce.
- Angelsong to utwór stanowiący część piosenki Alien Hits / Alien Radio.
- Jupiter (Single Version) to wersja utworu Jupiter bez outra.
- I Am a Mountain to wersja utworu IAAM, w której występują tylko wokal i dźwięki fortepianu. Jej tytuł jest stylizowany na i Am A Mountain.
- Tytuł utworu A Wave jest stylizowany na 👋 na niektórych platformach.

## Notowania na listach sprzedaży
| Kraj              | Lista                                   | Najwyższa pozycja |
| ----------------- | --------------------------------------- | ----------------- |
| Australia         | ARIA Charts Top 50 Albums               | 1                 |
| Austria           | Ö3 Austria Top 40                       | 1                 |
| Belgia            | Ultratop 200 Albums (Flandria)          | 1                 |
| Belgia            | Ultratop 200 Albums (Walonia)           | 1                 |
| Chorwacja         | HDU Top of the Shops                    | 1                 |
| Czechy            | ČNS IFPI Czech Albums                   | 2                 |
| Dania             | Hitlisten                               | 2                 |
| Finlandia         | Suomen virallinen lista                 | 2                 |
| Francja           | SNEP                                    | 3                 |
| Grecja            | IFPI                                    | 16                |
| Hiszpania         | PROMUSICAE                              | 1                 |
| Holandia          | MegaCharts Album Top 100                | 1                 |
| Irlandia          | Irish Recorded Music Association        | 1                 |
| Islandia          | Tónlistinn                              | 7                 |
| Japonia           | Oricon Japanese Albums                  | 15                |
| Japonia           | Oricon Japanese International Albums    | 2                 |
| Japonia           | Oricon Japanese Rock Albums             | 5                 |
| Japonia           | Billboard Japanese Hot Albums           | 11                |
| Kanada            | Billboard Canadian Albums               | 2                 |
| Litwa             | Agata Albumų Top 100                    | 7                 |
| Niemcy            | Offizielle Top 100                      | 1                 |
| Norwegia          | VG-Lista                                | 1                 |
| Nowa Zelandia     | RMNZ Official New Zealand Music Chart   | 2                 |
| Polska            | OLiS                                    | 4                 |
| Portugalia        | AFP Top Albums                          | 1                 |
| Słowacja          | ČNS IFPI                                | 4                 |
| Stany Zjednoczone | Billboard 200                           | 1                 |
| Stany Zjednoczone | Billboard Top Rock & Alternative Albums | 1                 |
| Szwajcaria        | Hitparade Alben Top 100                 | 2                 |
| Szwecja           | Sverigetopplistan                       | 1                 |
| Węgry             | Top 40 album- és válogatáslemez-lista   | 3                 |
| Wielka Brytania   | OCC UK Albums Chart                     | 1                 |
| Wielka Brytania   | OCC Scottish Albums Chart (Szkocja)     | 1                 |
| Włochy            | FIMI                                    | 1                 |

## Certyfikaty
| Kraj                  | Certyfikat  | Sprzedaż |
| --------------------- | ----------- | -------- |
| Wielka Brytania (BPI) | złota płyta | 100 000+ |